# Ryan Socash
Ryan Socash (ur. 28 października 1981 w Downers Grove w Stanach Zjednoczonych) – dziennikarz, piosenkarz, fotograf i przedsiębiorca amerykańskiego pochodzenia mieszkający w Polsce od 2005 roku. Założyciel projektu Let Me Introduce You to the End oraz Dyrektor Zarządzający i Członek Zarządu Mediakraft TV.

## Życiorys
Ryan Socash urodził się w 1981 r. w stanie Illinois w USA, gdzie spędził dzieciństwo oraz lata szkoły średniej. W 2000 roku rozpoczął studia fotograficzne na Columbia College of Chicago. W tym samym czasie Socash założył projekt audio-wizualny o nazwie Let Me Introduce You To The End. Przez czas studiów Socash pracował jako asystent jazzmana Williama Russo co – jak sam twierdzi – w dużej mierze ukształtowało jego osobowość artystyczną. Po śmierci jazzmana Socash przeprowadził się do Krakowa i skompletował Polski skład Let Me Introduce You To The End.
W 2005 wydał pierwszy autorski album fotograficzny pt. Times of Growing Grimmer. Muzyka, którą tworzy znana była fanom gatunków alternatywnych, lecz za sprawą współpracy z Czesławem Mozilem Socash stał się rozpoznawany przez szerszą publiczność. Od stycznia 2012 do października 2013 roku Ryan prowadził autorski program „Socash And The Stars”, w którym promował polskich artystów za granicą, szczególnie w USA. Zapytany o inspiracje do powstania programu Socash odniósł się do sposobu w jaki postrzegana jest kultura polska w USA:(...) poprzez swoje audycje chce pokazać autentyczną twórczość polskich artystów, którzy komponują oryginalną i niezależną muzykę. Kultura polska dla przeciętnego Amerykanina sprowadza się do kilku stereotypowych rzeczy takich jak kiełbasa, taniec Polka, papież Jan Paweł II i wódka. Jako mieszkaniec, a od niedawna i obywatel Polski, widzę, że to krzywdzące uproszczenie. Amerykanie nie mają pojęcia jak naprawdę wygląda współczesna kultura w Polsce, ponieważ nie mają żadnych źródeł z których mieliby się czegokolwiek dowiedzieć. Nie chodzi o to, by kopiować z lepszym lub gorszym skutkiem, czegoś co jest standardem w muzyce na Zachodzie, ale pokazać to, co Polska ma prawdziwego do zaoferowania. Pierwsze odcinki poświęcone były takim artystom i zespołom jak: happysad, Myslovitz, Gutek, Julia Marcell, Paula i Karol, Kazik Staszewski i zespół Kult, Akurat, Clean Tone Factory, Grzegorz Markowski i zespół Perfect, Renata Przemyk.
W latach 2012–2013 współpracował z Piotrem Roguckim i zespołem Coma przy ich debiucie na rynku anglojęzycznym. Od początku 2013 roku Socash prowadził w weekendy polsko-angielską audycję poranną Bed And Breakfast na antenie Czwórki Polskiego Radia.
W marcu 2015 roku został członkiem zarządu w Mediakraft TV Sp. z o.o.
Jako specjalista z dziedziny mediów internetowych, występował na licznych konferencjach branżowych: m.in. “See Bloggers”, “Wideo w Sieci by Brief Magazine”, “Internet Hungary”, “Blog Forum Gdańsk”. Współpracował z portalem “Socialpress.pl”, “Markerer+” oraz “Interaktywnie.com” publikując artykuły eksperckie dotyczące telewizji internetowej.

## Kult America
W 2015 roku Ryan założył anglojęzyczny kanał Kult America na platformie YouTube. Program ma na celu pokazać kulturę Europy z perspektywy Amerykanina i odzwierciedla socjalne, kulturalne i społeczne aspekty różnych krajów Europy Wschodniej. We wrześniu 2019 roku program osiągnął 129 000 subskrypcji. Gośćmi programu byli między innymi prezydent Polski Andrzej Duda, Ambasador Australii w Polsce Paul Wojciechowski oraz Robert Biedroń. Przeprowadził wywiady także z Conrado Moreno, Robertem Lewandowskim, byłym prezydentem Polski Lechem Wałęsą oraz byłym premierem Janem Krzysztofem Bieleckim. W ramach działalności kanału nagrał teledysk do utworu zespołu KSU – Moje Bieszczady oraz udzielił wywiadu dla portalu The Korea Times.

## Dodatkowa działalność branżowa
- Wystąpienie „Localising Your Content in the EU” podczas konferencji VidconEU 2018[14]
- Udział w programie Ugotowani emitowanym przez stację TVN
- Dziennikarz i host programu Undiscovered emitowanego przez stację Poland In – anglojęzyczny kanał Telewizji Polskiej
- Doradca Zarządu firmy QYOU Media

## Życie prywatne
Kiedy był młody, jego rodzice się rozwiedli. Ukończył studia w Chicago na kierunku fotografia i po nich wyjechał do Krakowa. Żonaty, ma dwie córki.

## Dyskografia
| Rok  | Tytuł                                                             |
| ---- | ----------------------------------------------------------------- |
| 2000 | The Hands of Hope                                                 |
| 2006 | A Love of the See                                                 |
| 2010 | A Voice From The Mountain – z gościnną współpracą Czesława Mozila |
| 2015 | Of Ghost – Let Me Introduce You to the End                        |